# 2017 في روسيا
فيما يلي قوائم الأحداث التي وقعت خلال عام 2017 في روسيا.

## أحداث
- 3 أبريل – هجوم مترو سانت بطرسبرغ 2017

## سياسة

### تعيين في المنصب
- 1 سبتمبر – أناتولي أنتونوف سفير روسيا لدى الولايات المتحدة.

### انتهاء فترة المنصب
- 1 يوليو – سيرجي كيسلياك سفير روسيا لدى الولايات المتحدة.

## رياضة
- 2 يوليو – كأس القارات 2017

## أفلام
من الأفلام التي صدرت هذه السنة في روسيا:
- 1 يناير – بلا حب من إخراج أندري زفياغنسيف.

## وفيات

### يناير
- 2 يناير – فيكتور تساريف (مواليد 1931) لاعب كرة قدم روسي.[1]

### فبراير
- 3 فبراير – زويا بولغاكوفا (مواليد 1914)
- 20 فبراير – فيتالي تشوركين (مواليد 1952) ديبلوماسي روسي.[2]
- 26 فبراير – لودفيج فادييف (مواليد 1934) عالم رياضيات روسي.[3]

### مارس
- 23 مارس – دنيس فورونينكوف (مواليد 1971) سياسي روسي.[4]
- 29 مارس – أليكسيي أليكسييفتش أبريكوسوف (مواليد 1928)[5]

### أبريل
- 1 أبريل – يفغيني يفتوشينكو (مواليد 1932) شاعر روسي.
- 8 أبريل – جورجي غريشكو (مواليد 1931)[6]

### مايو
- 15 مايو – أوليغ فيدوف (مواليد 1943)[7]
- 17 مايو – فيروز كاظم زاده (مواليد 1924) مؤرخ أمريكي.
- 19 مايو – ستانيسلاف بيتروف (مواليد 1939)[8]

### يونيو
- 15 يونيو – أليكسي باتالوف (مواليد 1928) ممثل روسي.[9]

### يوليو
- 4 يوليو – دانييل غرانين (مواليد 1919) روائي روسي.[10]
- 9 يوليو – أنطون نوسك (مواليد 1966) مدون روسي.

### سبتمبر
- 6 سبتمبر – فلاديمير ليفنشتاين (مواليد 1935) رياضياتي روسي.[11]
- 30 سبتمبر – فلاديمير فويفودسكي (مواليد 1966) رياضياتي روسي.[12]

### نوفمبر
- 22 نوفمبر – دميتري خفوروستوفسكي (مواليد 1962)[13]